# Camaridium carinatum
Camaridium carinatum là một loài thực vật có hoa trong họ Lan. Loài này được (Barb.Rodr.) Hoehne mô tả khoa học đầu tiên năm 1947.

## Hình ảnh

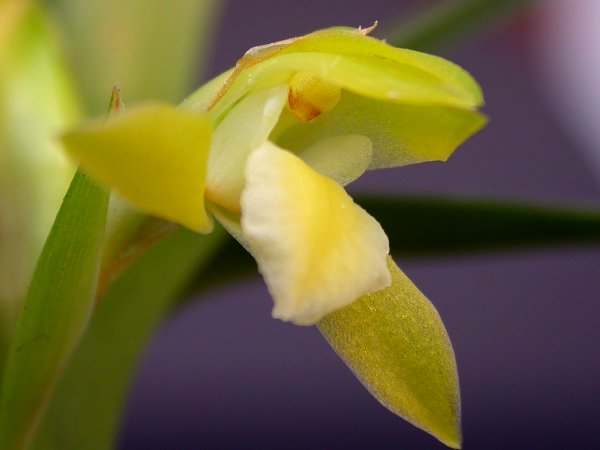
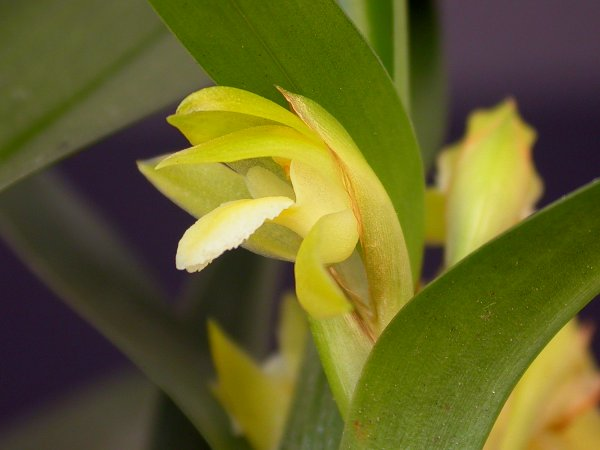
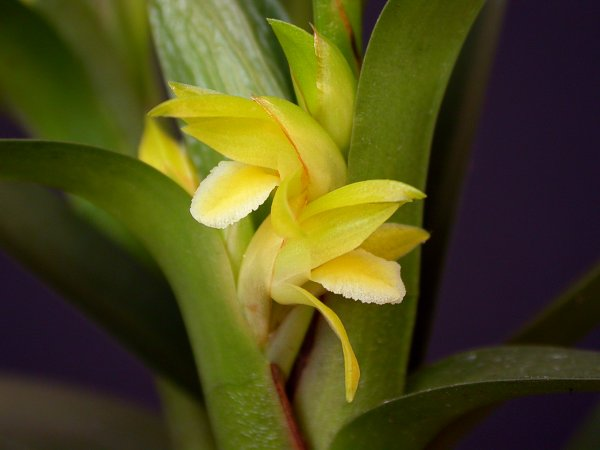
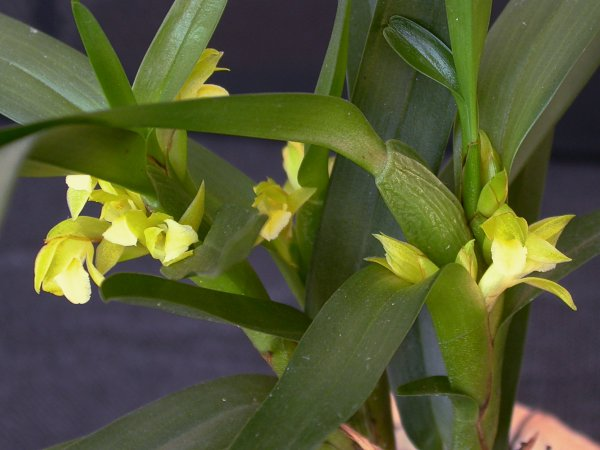